# Imad Bella
Pour les articles homonymes, voir Bella.
Imad Bella (en arabe : عماد بلة) est un footballeur algérien né le 21 mars 1983 à Sétif. Il évoluait au poste de défenseur central.

## Biographie
Il évolue en première division algérienne avec les clubs du MC Alger et du CA Batna. Il dispute 43 matchs en inscrivant un but en Ligue 1.